# Aeropuerto Internacional Presidente Juscelino Kubitschek

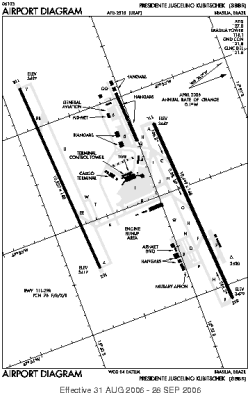
BSB airport diagram

El Aeropuerto Internacional Presidente Juscelino Kubitschek (IATA: BSB, OACI: SBBR), es un aeropuerto internacional en la ciudad de Brasilia, la capital federal de Brasil, ubicado en la región administrativa de Lago Sul, en el Distrito Federal. Con una terminal capaz de manejar más de 9 millones de pasajeros por año, es uno de los aeropuertos más modernos de Brasil. Posee un Centro Comercial con 136 locales.
Es operado por Infraero, y su nombre es un homenaje al expresidente brasileño Juscelino Kubitschek de Oliveira, el fundador de la nueva capital de Brasil, Brasília. El aeropuerto ha sido utilizado por 9.7 millones de pasajeros en el 2006, siendo el tercer aeropuerto de mayor movimiento en Brasil, detrás de los dos principales aeropuertos de São Paulo, Aeropuerto de Congonhas y Aeropuerto Internacional de Guarulhos. En el 2006, el aeropuerto habilitó una segunda pista. En 2011 se mantuvo en el tercer lugar con 15.398.737 pasajeros movilizados.

## Destinos
| Aerolíneas Argentinas 1 destino            | Internacional: (1) Buenos Aires | Skyteam       |
| Azul Líneas Aéreas 5 destinos              | Nacionales: (6) Belém / Belo Horizonte / Campinas / Cuiabá / Recife / São Paulo | N/A           |
| Copa Airlines 1 destino                    | Internacional: (1) Ciudad de Panamá | Star Alliance |
| Gol Linhas Aéreas 35 destinos              | Nacionales: (29) Aracaju / Belém / Belo Horizonte / Boa Vista / Campinas / Cuiabá / Curitiba / Florianópolis / Fortaleza / Goiânia / João Pessoa / Maceió / Manaos / Marabá / Natal / Palmas / Porto Alegre / Porto Velho / Recife / Rio Branco / Río de Janeiro-GIG / Río de Janeiro / Salvador de Bahía / São José do Rio Preto / São Luís / São Paulo / São Paulo-GRU / Teresina / Vitória Internacionales: (5) Bogotá / Buenos Aires-Aeroparque / Cancún / Miami / Orlando                                  | N/A           |
| LATAM Brasil 35 destinos                   | Nacionales: (34) Aracaju / Belém / Belo Horizonte / Campinas (Inicia 1 de agosto del 2025) / Boa Vista / Campo Grande / Cuiabá / Curitiba / Florianópolis / Fortaleza / Goiânia / Imperatriz / João Pessoa / Macapá / Maceió / Manaos / Marabá / Natal / Palmas / Porto Alegre / Porto Seguro / Porto Velho / Recife / Rio Branco / Río de Janeiro-GIG / Río de Janeiro / Salvador de Bahía / Santarém / São Luís / São Paulo / São Paulo-GRU / Sinop / Teresina / Vitória Internacional: (1) Santiago de Chile | N/A           |
| LATAM Perú 1 destino                       | Internacional: (1) Lima | N/A           |
| TAP Portugal 1 destino                     | Internacional: (1) Lisboa | Star Alliance |
| Total: 47 destinos, 9 países, 7 aerolíneas | |               |

### Destinos Internacionales
| Ciudades por países                       | Nombre del aeropuerto                          | Aerolíneas                                                              | Aeronave     |              |
| Norteamérica                              | Norteamérica                                   | Norteamérica                                                            | Norteamérica | Norteamérica |
| ----------------------------------------- | ---------------------------------------------- | ----------------------------------------------------------------------- | ------------ | ------------ |
| Estados Unidos                            |                                                |                                                                         |              |              |
| Miami                                     | Aeropuerto Internacional de Miami              | Gol Linhas Aéreas                                                       | B38M         |              |
| Orlando                                   | Aeropuerto Internacional de Orlando            | Gol Linhas Aéreas                                                       | B38M         |              |
| México                                    |                                                |                                                                         |              |              |
| Cancún                                    | Aeropuerto Internacional de Cancún             | Gol Linhas Aéreas                                                       | B38M         |              |
| Centroamérica                             |                                                |                                                                         |              |              |
| Panamá                                    |                                                |                                                                         |              |              |
| Ciudad de Panamá                          | Aeropuerto Internacional Tocumen               | Copa Airlines                                                           | B738         |              |
| Suramérica                                |                                                |                                                                         |              |              |
| Argentina                                 |                                                |                                                                         |              |              |
| Buenos Aires                              | Aeropuerto Internacional Ministro Pistarini    | Aerolíneas Argentinas (Reinicia 1 de julio de 2025) / Gol Linhas Aéreas | B738 / B38M  |              |
| Colombia                                  |                                                |                                                                         |              |              |
| Bogotá                                    | Aeropuerto Internacional El Dorado             | Gol Linhas Aéreas                                                       | B38M         |              |
| Chile                                     |                                                |                                                                         |              |              |
| Santiago de Chile                         | Aeropuerto Internacional Arturo Merino Benítez | LATAM Brasil                                                            | A320         |              |
| Perú                                      |                                                |                                                                         |              |              |
| Lima                                      | Aeropuerto Internacional Jorge Chávez          | LATAM Perú                                                              | A320         |              |
| Europa                                    |                                                |                                                                         |              |              |
| Portugal                                  |                                                |                                                                         |              |              |
| Lisboa                                    | Aeropuerto de Lisboa                           | TAP Portugal                                                            | A339         |              |
| Total: 9 destinos, 8 países, 6 aerolíneas |                                                |                                                                         |              |              |